# Тулубайка
Тулуба́йка — река в России, протекает по Лебяжскому району Кировской области. Длина Тулубайки составляет 12 км. Устье реки находится в 2,9 км по левому берегу реки Лебёдки.
Река начинается в 9 км к юго-западу от посёлка Лебяжье и течёт на северо-восток. Впадает в Лебёдку на юго-западных окраинах Лебяжьего.

## Данные водного реестра
По данным государственного водного реестра России, Тулубайка относится к Камскому бассейновому округу. Водохозяйственный участок реки — Вятка от города Котельнич до водомерного поста посёлка городского типа Аркуль. Речной подбассейн Тулубайки — Вятка, речной бассейн — Кама.
Код объекта в государственном водном реестре — 10010300412111100037747.